# ابریس-ریستولا
ابریس-ریستولا (به فرانسوی: Abriès-Ristolas) یک کمون در فرانسه است که در اوت-آلپ واقع شده‌است. ابریس-ریستولا ۱۵۹٫۳۱ کیلومتر مربع مساحت دارد ۱٬۵۴۷ متر بالاتر از سطح دریا واقع شده‌است.